# Tomba dei giganti di Laccaneddu
La tomba dei giganti di Laccaneddu è un monumento funerario situato nel Meilogu - regione storica della Sardegna nord occidentale - in località Lacanu, a ridosso del rio omonimo. Il sito appartiene amministrativamente al comune di Villanova Monteleone (provincia di Sassari), da cui dista circa 17 chilometri, ed è raggiungibile tramire una strada di penetrazione agraria che congiunge la statale 292 con la SP 12.

## Descrizione
La tomba, orientata a sud-ovest, è composta dalla parte restante del prospetto principale semicircolare, l'esedra, e dal vano funerario. La prima è formata da diversi conci in trachite infissi verticalmente nel terreno e affiancati fra loro a delimitate lo spazio cerimoniale; l'esedra misura alla corda circa sei metri e mezzo. Manca la stele della quale non è rimasta traccia.
Il vano funerario, in discreto stato di conservazione, misura metri 7,10 in lunghezza e 2,80 in larghezza ed è realizzato con blocchi di pietra trachitica ben squadrati e solidamente posati nel terreno (ortostati). Della copertura restano ancora due lastroni disposti a piattabanda.
Da segnalare, a pochi passi sulla sinistra della tomba, una disposizione di ortostati coperti da un lastrone che potrebbe corrispondere a un dolmen.
Cronologicamente il sito può essere ascritto al Bronzo medio (1800-1400 a.C. circa).

## Galleria d'immagini

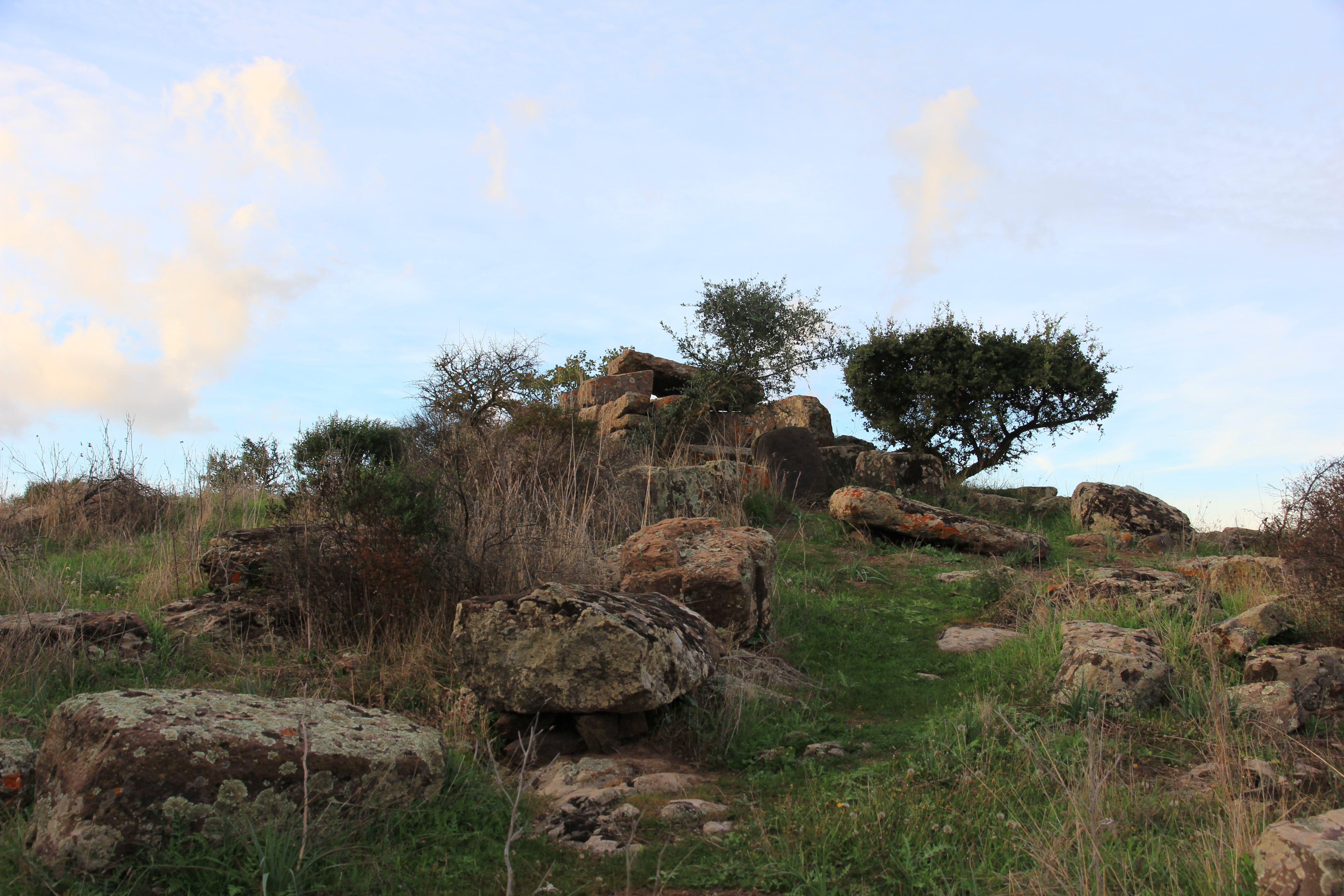
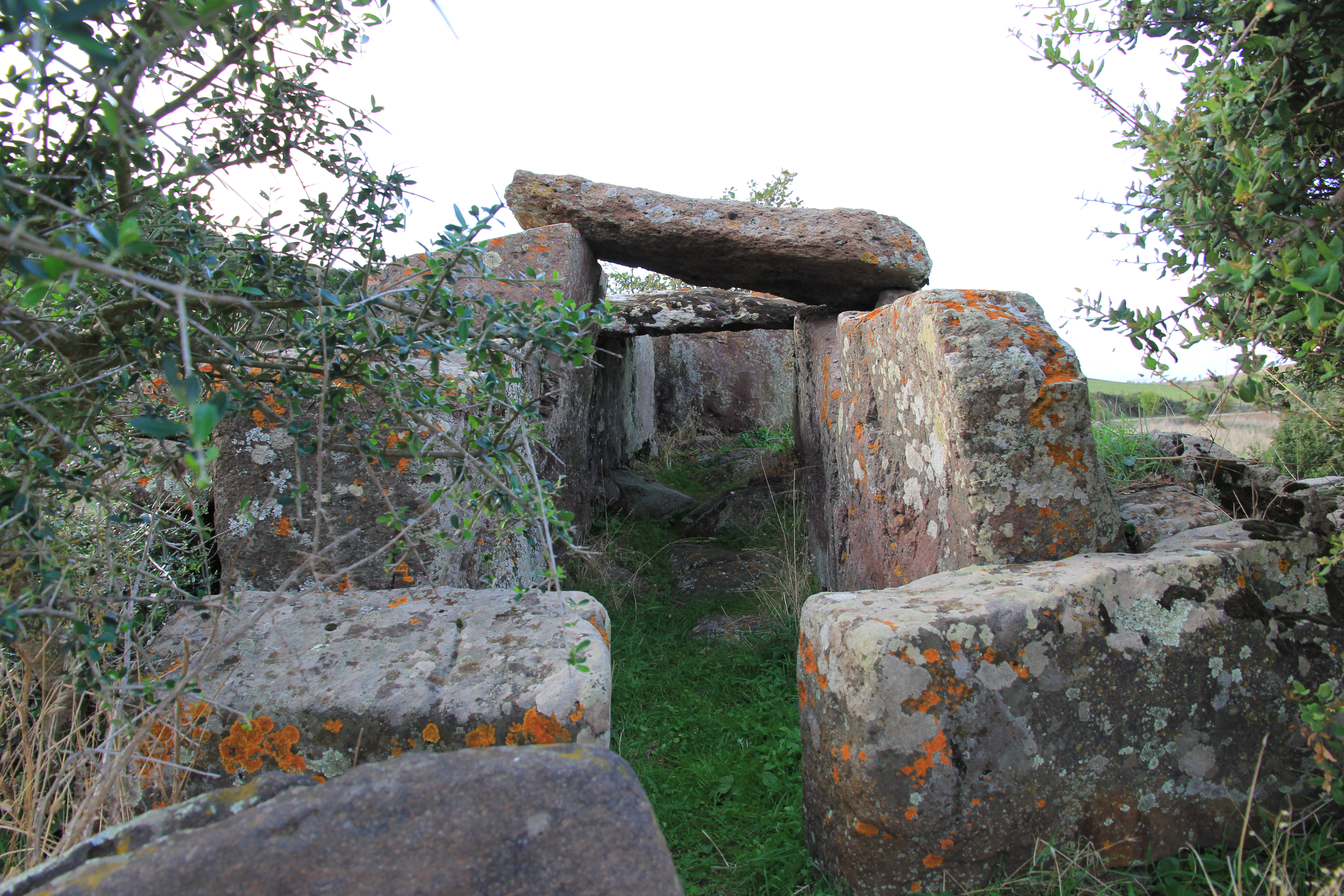
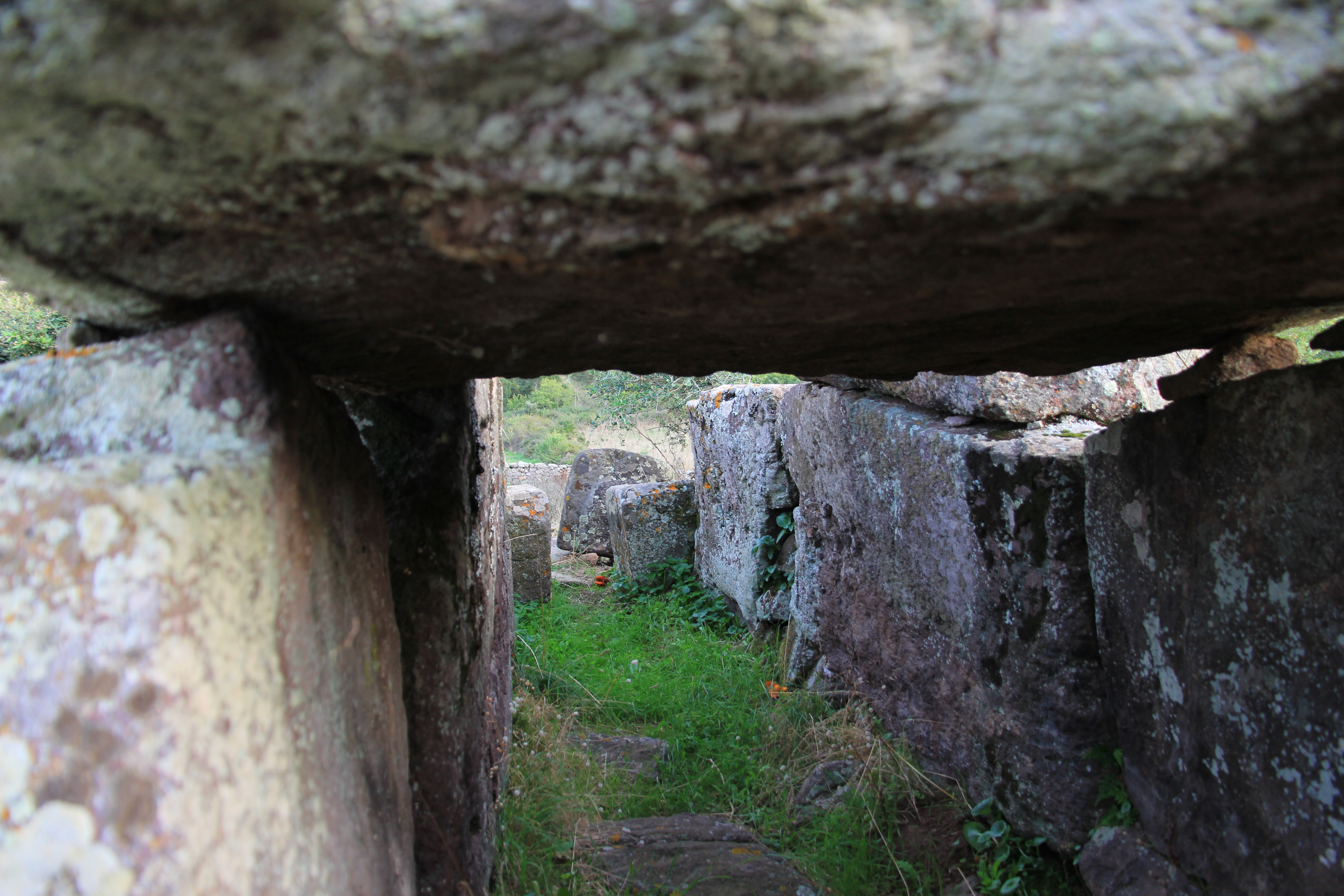
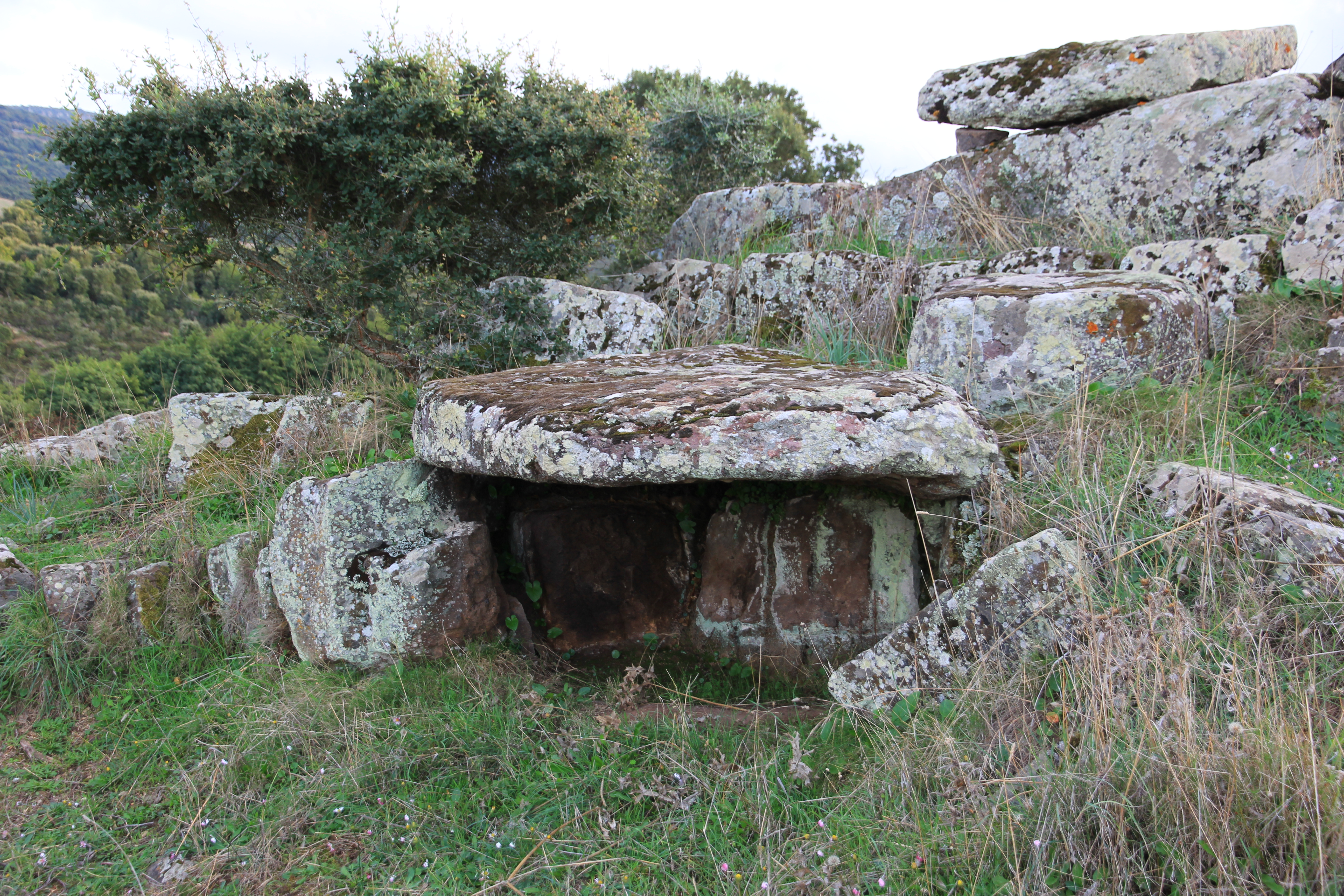